# Eduardo Kapstein
Eduardo Guillermo Kapstein Suckel (ur. 28 marca 1914 w Valparaíso, zm. 13 lutego 1997 w Providencii) – chilijski koszykarz, uczestnik Letnich Igrzysk Olimpijskich 1936 oraz Letnich Igrzysk Olimpijskich 1948.
Na igrzyskach w Berlinie, reprezentował swój kraj w turnieju koszykówki. W pierwszej rundzie jego reprezentacja pokonała Turcję 30-16. W drugiej rundzie, Chile pokonało Brazylię 23-18, jednak w rundzie trzeciej Chilijczycy musieli uznać wyższość koszykarzy z Włoch (19-27). Wraz z kilkoma innymi reprezentacjami, Chile zajęło ex aequo 9. miejsce.
W 1948 roku, jego reprezentacja zajęła szóste miejsce. Kapstein wystąpił w ośmiu meczach, w których zdobył 32 punkty. Ponadto zanotował 19 fauli.